# Drosophila signata
Drosophila signata är en tvåvingeart som först beskrevs av Oswald Duda 1923.  Drosophila signata ingår i släktet Drosophila och familjen daggflugor.
Artens utbredningsområde är Taiwan.